# エリザベス・スコット
エリザベス・スコット（Elizabeth Scott, 1917年11月23日 - 1988年12月20日）はアメリカ合衆国の女性の統計学者である。

## 人物
オクラホマ州の Fort Sillに生まれたが、4歳の時に家族とともに、カリフォルニア州バークリーに移った。カリフォルニア大学バークレー校で数学と天文学を学んだ。当時、女性研究者にたいして天文学の分野で研究する機会は殆どなかったので数学の研究を行い1949年に博士号をとり、1951年にバークレー校の数学科に教授職を得た。
天文学や気象学の分野に統計学の手法をとりいれた研究を行った。銀河の光度や銀河団の解析を行った。1958年に科学雑誌『サイエンス』からニューカム・クリーブランド賞を受賞。
統計関連学会会長委員会（COPSS:The Committee of Presidents of Statistical Societies）は1992年にスコットの功績を記念して、女性統計学者に贈るエリザベス・スコット賞(Elizabeth L. Scott Award)を設けた。